# Idania Fernández
Idania de Los Ángeles Fernández (Managua, 23 de julio de 1952 - León, 16 de abril de 1979) fue una importante activista y militante sandinista. Asesinada durante su cautiverio por la Guardia Nacional de Nicaragua (GN), se convirtió en una mártir y símbolo del misticismo de la Revolución Popular Sandinista. Algunos académicos la comparan con Camilo Torres Restrepo, el Che Guevara y José Martí, debido a su profunda preocupación por las injusticias sociales.

## Primeros años
Fue la segunda de cinco hijos, a la edad de 3 años su familia se mudó al barrio de Subtiava,  en las afueras de León donde pasaría sus primeros años. Su cumpleaños coincidió con el aniversario de la masacre de los estudiantes universitarios que marchaban en las calles de León en 1959, por parte de la Guardia Nacional. Por esta razón, cada cumpleaños de su vida fue un recordatorio para ella de los estudiantes mártires. Luego se mudó a Managua y vivió ahí de los 6 a los 10 años. En 1962 su familia se trasladó a la ciudad de Jinotega. Era costumbre de su familia realizar paseos los domingos en los que visitaban San Rafael del Norte y otros pueblos en los alrededores de las montañas, lugares conocidos por escenarios de lucha del general Augusto César Sandino en la década de 1930.

## Educación
Volviendo a Managua, terminó la escuela Primaria y Secundaria en el Colegio Francés del Sagrado Corazón entre 1965 y 1972, el mismo colegio al que asistieron destacadas personalidades en Nicaragua como la expresidenta de Nicaragua, Violeta Chamorro. Luego estudió Economía en la Universidad de Panamá, país al que se mudó en 1973.

## Líder de la revolución
Idania fue desarrollando habilidades de organización y liderazgo como miembro del grupo "Las Metanoias" en la Escuela Secundaria. El grupo hizo viajes de retiros espirituales en hacienda El Tepeyac, cerca del Volcán Mombacho y el Lago de Nicaragua, esto para el estudio y debate sobre la teología de la liberación. Idania se convirtió en una activista ferviente y representó a su colegio entre una amplia gama de organizaciones que participaban en manifestaciones para exigir la liberación de los presos políticos entre 1971-1972. Sus actividades le valieron una bofetada en la cara de la hermana Nicolle, la directora del colegio, que realmente temía por la vida de Idania.
En 1973, su familia se trasladó a Panamá y comenzó sus estudios universitarios en Ciencias Económicas en la Universidad de Panamá. Continuando con su activismo se unió a los Comités de Solidaridad en apoyo a los presos del Frente Sandinista de Liberación Nacional (FSLN). En 1974 se casó con David Miranda, un panameño-nicaragüense que también estudiaba economía . En agosto de 1975 dio a luz a su hija Claudia, nombre escogido en honor a Claudia Chamorro, otra sandinista, que cayera posteriormente.

### Reunión con líderes sandinistas
Tras los exitosos operativos sandinistas en la residencia de Chema Castillo en la Navidad de 1974, Idania tuvo la oportunidad que anhelaba desde hace tanto tiempo. Ella al fin pudo conocer personalmente a los sandinistas por los que tanto luchó desde sus días de escuela hasta su llegada a Panamá.
Idania tenía residencia en Panamá desde 1973, ella ayudó de manera logística a muchos amigos sandinistas proporcionado alojamiento y suministros, Idania donó sus pertenencias (muebles, electrodomésticos, libros, etc) a las casas de seguridad que tenían los sandinistas para alojarse en Panamá. No pasó mucho tiempo para Idania pudiera encajar perfectamente en la "organización" (como solían llamar al Frente Sandinista de Liberación Nacional en Panamá, donde disfrutaron de condiciones de seguridad media.
Fue considerada para participar en la espectacular incursión en el Palacio Nacional de Gobierno en 1978, tomando 3000 rehenes, lo que resultó en la liberación de varios sandinistas en cautiverio. Sin embargo en el último momento, se eligió a Dora María Téllez, la única mujer en el operativo en nombre de Rigoberto López Pérez.

### Entrenamiento militar
En 1978, a raíz de la insurrección popular del 78' en Monimbó, Masaya; Idania decidió unirse a tiempo completo a las filas del FSLN en sus Comando en Panamá y Costa Rica, donde con frecuencia se reunió con miembros de la "Dirección Nacional"; la clasificación más alta de la que organización. Pronto se formó en Cuba en el lanzamiento de cohetes RPG.
El general Omar Torrijos, y la mayoría del pueblo de Panamá, no eran partidarios la dictadura de Somoza así que ofrecieron apoyo logístico a los sandinistas y también formación militar en la provincia de Chiriquí, Panamá, siendo entrenada allí junto otros jóvenes.

### Herida en combate
Entre 1975 y 1978 Idania hizo viajes a Nicaragua y Costa Rica en misiones clandestinas, incluyendo un viaje al Frente Norte y los diferentes agentes, pero en septiembre de 1978 fue herida en la mano izquierda durante un combate en Nicaragua cerca de la frontera sur. Ella fue llevada inicialmente a un hospital de Costa Rica, cerca de allí, y sus fotos aparecieron en la primera plana de los periódicos costarricenses, refiriéndose a ella solo como "Angela" para respetar su identidad. Temiendo por su seguridad en el Hospital; la esposa de Sergio Ramírez la levantó y la llevó a un hospital de campaña sandinista en Nicaragua cerca de la frontera.
A su regreso a Panamá, los militares panameños le habían asignado personal de seguridad del Servicio Secreto de alto rango o sandinistas que Idania conocía. Ella ya no pudo usar su nombre real o su pasaporte durante sus misiones a Nicaragua, tampoco visitar lugares públicos de Panamá sin escolta. Ella también estaba obligada a llevar una pistola Magnum de alto calibre en el bolso en todo momento, lo cual hizo.
Después de una serie de levantamientos espontáneos en Monimbó, Matagalpa, Estelí y otras ciudades, donde los sandinistas se vieron obligados a luchar en favor de una insurrección del pueblo; se había desarrollado un importante cambio en la estrategia sandinista. Con el fin de tomar la iniciativa de la insurrección, se organizaron dos importantes Comandos insurrectos, el Frente Interno de Managua y el comando occidental de la ciudad de León. Idania fue asignada al Comando insurrecto occidental recién formado, ya que requería experiencia con las comunidades y organizaciones de base ("trabajo de barrios"), sindicatos, estudiantes, grupos religiosos y la organización de los barrios para la ofensiva final.

## La insurrección final y la nueva junta de gobierno
En febrero de 1979, Omar Torrijos, jefe del gobierno panameño invitó al Grupo de Los Doce, prominentes empresarios nicaragüenses en reemplazo de los sandinistas, para mantener conversaciones en Panamá. En ese momento, los envíos de armas a Venezuela y Cuba estaban en marcha. El Dr. Joaquín Cuadra, miembro de Los Doce y cuyo hijo Joaquín Cuadra era líder del Frente Sandinista Comando Interno, se encontraba en Nicaragua; invitó Idania y Oscar Pérez Cassar para las conversaciones y la cena. Idania y Oscar eran también miembros del Frente Interno tenían programado para regresar a Nicaragua a través de Honduras, para asumir la dirección del Comando Regional Occidental de la insurrección final. Sergio Ramírez, miembro de Los Doce y miembro de la próxima Junta de Gobierno, relata que Idania asistió con su mano todavía vendada de la cirugía de sus heridas en septiembre de ese año.
En marzo de 1979, Idania regresó a Nicaragua para consolidar su nuevo puesto en el Comando Regional de Occidente, el Comando líder de la insurrección. Estaba dispuesta a quedarse indefinidamente hasta vencer o morir como miembro del Comando insurreccional "Rigoberto López Pérez", dirigida por Dora María Téllez. A finales de 1978 la Guardia Nacional de Somoza había estado matando a la población sin piedad en las ciudades de León, Masaya y Estelí por medio de bombardeos aéreos según había informado la Cruz Roja. Esto solo sirvió para aumentar la determinación de los sandinistas de acabar con el régimen de Somoza.

### El cisne sobre las brasas ardientes
Título elegido por Sergio Ramírez para el capítulo de su libro "Adiós muchachos", dedicado a la memoria de los acontecimientos del día que sacudió a toda la ciudad de León en especial, y al resto del país. El 16 de abril de 1979, los sandinista llevaron la guerra una rápida escalada. Se llevaron a cabo combates en más de veinte ciudades de Nicaragua. Sin embargo, la mayoría de los dirigentes del gobierno revolucionario estaban haciendo planes en Costa Rica o Panamá en casas de seguridad. Su función era proporcionar la estrategia militar, las negociaciones con los gobiernos extranjeros y bosquejar un plan para la nueva e inminente Junta de Gobierno de Nicaragua. En el terreno la guerra se llevó a cabo por cinco comandos regionales. Los más importantes fueron el comando occidental con sede en la ciudad de León y el Frente Interno, con sede en Managua. Eran puntos considerados estratégicos para una victoria rápida. El futuro de Nicaragua estaba en mano de estos comandos regionales.

## Captura y muerte
En ese día, los miembros del Comando Regional Occidental integrado por Óscar Pérez Cassar, Idania Fernández, Araceli Pérez Darias, Ana Isabel Morales, Edgard Lang Sacasa, Róger Deshon Argüello y Carlos Manuel Jarquín estaban en sesión en una casa de seguridad en los suburbios de León. La Guardia Nacional estaba atacando violentamente la ciudad de Estelí, cerca de las montañas ya estaban coordinando los esfuerzos para apoyar las acciones en la zona. Al parecer, algunos se habían infiltrado en el grupo, un supuesto exmiliciano sandinista que se convirtió en informante para la Guardia Nacional. Ochenta miembros de la Guardia Nacional rodearon toda la cuadra usando jeeps y tanques e irrumpieron en la casa. Los sandinistas no tenían ninguna posibilidad de escapar o tomar sus armas. Ana Isabel se puso un delantal, tomó a un niño y caminó hacía una casa adyacente, haciéndose pasar como empleada doméstica. Ella fue la única que sobrevivió. El informante identificó positivamente a los hombres como cuadros sandinistas de primer orden, pero negó saber sobre las mujeres. Por lo tanto, todos los hombres fueron ejecutados en el acto, Idania y Araceli fueron arrestadas y llevadas al Fortín de Acosasco, posteriormente fueron torturadas y asesinadas.

### Consecuencias y repercusión nacional
Miles de personas asistieron al funeral de Idania. En la ciudad de León (sin mencionar las filas sandinistas en general) el malestar aumento aún más. El gobierno de Somoza se negó a liberar a Araceli (que era mexicana) y reclamada por su familia. Los padres de Idania y dos hermanas más jóvenes estaban viviendo en Dallas, Texas, y se pusieron en contacto con el Dallas Morning News. El diario dedicó un artículo de página completa sobre los acontecimientos en la edición del domingo. Entre los mártires fallecidos estaba Edgard Lang Sacasa, de 23 años, hijo de un primo hermano del dictador Somoza y amigo de un columnista del Wall Street Journal, lo que influyó en que se redactara y publicara un artículo sobre el acontecimiento en León.
Poco después, como era de esperar, los combatientes en las calles del León encabezados por Dora María Téllez, camarada de Idania, aumentaron su número de refuerzos y armas de ataque. En junio, la victoria sobre las fuerzas de Somoza en León estaba consolidada, seguida de Managua, dos semanas más tarde el régimen de Somoza había acabado luego de gobernar el país por más de 40 años.

## Legado
"Yo te dejo un ejemplo en la vida; nada más", escribió Idania a su hija en sus cartas de despedida.  Reproducido en el libro de Margaret Randall Todas Estamos Despiertas. Muchos columnistas en páginas editoriales de Nicaragua incluidos algunos disidentes de los sandinistas como Ernesto Cardenal, Sergio Ramírez y otros; a menudo citan en sus escritos a Idania.
Después de su muerte, la influencia de Idania aumentó. En 1984, en el apogeo de la guerra de los Contra financiados por Estados Unidos, uno de los más grandes batallones del Ejército Popular Sandinista (EPS), enviado al Frente Norte para combatir, fue nombrado cómo Idania en su honor.
En otras ocasiones también se han nombrado en su honor una guardería o estaciones de policía, aunque actualmente no hay monumentos o estatuas dedicados ella en Nicaragua, quienes la conocieron opinan que probablemente ella hubiese preferido no tenerlos en virtud de que su ejemplo duradero es más importante que los reconocimientos.
Algunos libros religiosos, como las obras de columnistas y editoriales se han dedicado a su memoria. Las obras de la literatura testimonial como Adiós Muchachos de Sergio Ramírez, y Estamos todos despiertos de Margaret Randall, citan a Idania Fernández como ejemplo de vida. Hasta hoy su memoria como tal se recuerda con frecuencia en los discursos y editoriales nicaragüenses.